# Monechma glaucifolium
Monechma glaucifolium là một loài thực vật có hoa trong họ Ô rô. Loài này được S.Moore mô tả khoa học đầu tiên năm 1911.